# Southport (Indiana)
Pour les articles homonymes, voir Southport.
Southport est une ville située dans le comté de Marion dans l’État de l'Indiana, aux États-Unis. En 2010, sa population était de 1 712 habitants.

## Source de la traduction
- (en) Cet article est partiellement ou en totalité issu de l’article de Wikipédia en anglais intitulé « Southport, Indiana » (voir la liste des auteurs).